# Marko Koršič
Marko Koršič, slovenski zdravnik pulmolog in partizan, * 24. april 1917, Ljubljana, † 17. januar 1947, Derventa, Bosna in Hercegovina.

## Življenje in delo
Rodil se je v družini odvetnika Mirka Koršiča in Cecilije Koršič rojene Železnik. Ljudsko šolo in 4. razrede klasične gimnazije je do leta 1932, ko se je družina preselila v Kraljevino Srbov, Hrvatov in Slovencev obiskoval v Gorici. V Ljubljani je nadaljeval šolanje na I. državni realni gimnaziji. Po maturi se je leta 1937 vpisal na Medicinsko fakulteto v Ljubljani. V tem času je bil aktiven član Kluba primorskih akademikov. Leta 1939 je študij nadaljeval v Zagrebu in tam 1942 diplomiral. Po končanem študiju se je zaposlil v splošni bolnišnici v Bjelovarju ter istočasno začel specializacijo iz pulmologije.
V Bjelovarju je sodeloval v osvobodilnem gibanju. Kasneje se je pridružil partizanom. Konec vojne je dočakal kot zdravnik na letališču NOVJ in POJ pri Zadru, ki so ga uporabljali tudi zavezniški letalci (sedaj Letališče Zadar). Od tam se je s svojo letalsko enoto preselil v Sombor, 1946 pa na Letališče Ljubljana Polje, ki ga je takrat uporabljala Jugoslovanska ljudska armada. Januarja 1947 je bil imenovan za šefa pljučnega oddelka Armijske bolnišnice v Sarajevu, na poti tja je umrl v železniški nesreči pri Derventi v Bosni.
Marko Koršič je bil zelo cenjen zdravnik. V času okupacije Zagreba, oziroma Neodvisne države Hrvaške je veliko pripomogel k reševanju 120  aretiranih članov Legije prostovoljcev. V Bjelovarju pa je na skrivaj zdravil partizane in omogočil številnim domačinom, da so se izognili prisilni mobilizaciji v Hrvaške oborožene sile NDH.